# Инглби, Клемент Мэнсфилд
Клемент Мэнсфилд Инглби (англ. Clement Mansfield Ingleby; 29 октября 1823 — 26 сентября 1886) — английский философ и литературовед.
Закончив Кембриджский университет, некоторое время был профессором логики и метафизики в Мидланд-институте в Бирмингеме. Оставил философские сочинения «Outlines of logic» (1856), «An introduction to metaphysics» (1869), «The revival of philosophy at Cambridge» (1870) и др. Получил также значительную известность своими сочинениями по шекспировскому вопросу": «The Shakespeare fabrications» (1859), «A complete view of the Shakespeare controversy» (1861; в этих двух книгах он доказывает поддельность так называемых фолиантов Перкинса); «Was Thomas Lodge an actor?» (1868); «The still lion, an essay towards the restoration of Shakespeare’s text» (1869), переработанное потом под заглавием «Shakespeare hermeneutics» (1875); «Shakespeare’s centurie of prayse» (1874, 2 изд. 1879); «Shakespeare’s allusion books» (1874); «Shakespeare, the man and the book» (2 ч., 1877 и 1881). В последний год своей жизни он издал с критическими примечаниями драму Шекспира «Цимбелин».